# Godwin Antwi
Godwin Birago Antwi (Kumasi, 1988. június 3. –) ghánai-spanyol labdarúgó, jelenleg kölcsönben a Tranmere Rovers játékosa. Ő a Liverpool első ghánai labdarúgója.

## Külső hivatkozások
Antwi adatlapja a Liverpool hivatalos oldalán